# Route nationale 650
Pour les articles homonymes, voir Route 650.
La route nationale 650 ou RN 650 était une route nationale française reliant Bordeaux à Arcachon. À la suite de la réforme de 1972, elle est devenue RN 250 de Bordeaux à Facture et RD 650 de Facture à Arcachon.

## Ancien tracé de Bordeaux à Arcachon

### Ancien tracé de Bordeaux à Facture (N 250)
- Bordeaux
- Pessac
- Marcheprime
- Facture, commune de Biganos

### Ancien tracé de Facture à Arcachon (D 650)
- Gujan-Mestras
- Arcachon